# فیروزه (جماعت)
فیروزه جماعت و شهرکی در جنوب غربی کشور تاجیکستان است که در ناحیهٔ ناصرخسرو ولایت ختلان قرار دارد. 